# Schülerwettbewerb zur politischen Bildung
Der Schülerwettbewerb zur politischen Bildung ist der größte deutschsprachige Wettbewerb zur politischen Bildung und wird von der Kultusministerkonferenz gefördert. Seit 1971 schreibt die Bundeszentrale für politische Bildung (bpb) jährlich bundesweit den Wettbewerb aus. Der Schülerwettbewerb richtet sich darüber hinaus aber auch an die Deutschen Auslandsschulen, ebenso eingeladen sind die Schulen Österreichs, die Schulen der Deutschsprachigen Gemeinschaft in Belgien, die Schulen in Südtirol und seit 2016 auch die Schulen des Grossherzogstums Luxemburg. Jährlich beteiligen sich etwa 60.000 junge Menschen, seit Beginn des Wettbewerbs haben insgesamt bereits mehr als drei Millionen Schülerinnen und Schüler teilgenommen. Zu jährlich wechselnden Aufgaben, die sich mit aktuellen gesellschaftlichen Themen befassen, können die Schulklassen kreative Projekte, wie beispielsweise Kurzfilme, Podcasts oder Präsentationen, erstellen und diese bei der Bundeszentrale für politische Bildung einreichen. Diese wertet die Beiträge aus und belohnt die besten Beiträge mit Preisen.

## Ablauf
Der Wettbewerb zur politischen Bildung beginnt mit dem neuen Schuljahr und endet Anfang Dezember mit der Einsendefrist. Schülerinnen und Schüler der Jahrgangsstufen 4 bis 12 erarbeiten in ihrer Klasse, in einem Kurs oder in einer AG gemeinsam ein Unterrichtsprojekt, das sie sich aus sechs verschiedenen Themenbereichen aussuchen können. Exemplare können gratis bei der Bundeszentrale für politische Bildung angefordert werden. Auf der Internetseite der bpb werden die Aufgabenstellungen durch aktuelle Hinweise und Materialien – auch für Lehrkräfte – ergänzt.
Für die Stufen 4 bis 8 bzw. 8 bis 12 werden zwei Aufgabenstellungen mit unterschiedlichem Schwierigkeitsgrad angeboten. Nach Schulformen sind diese nicht differenziert. In mehreren Auswertungsrunden ist aber sichergestellt, dass auch Einsendungen aus traditionell eher benachteiligten Schulformen eine faire Chance erhalten, in die Preisränge zu gelangen.
Nach dem Einsendeschluss (meist Anfang Dezember) werden die Projekte nach eingehender inhaltlicher Auseinandersetzung von ca. 70 Vor-Juroren auf ihre Preiswürdigkeit hin bewertet, bevor in einer zweiten Bewertungsrunde dann Haupt-Juroren die endgültige Preisverteilung vornehmen. In der Haupt-Jury sind unter anderem auch jährlich wechselnde Junior-Juroren vertreten, die selbst noch zur Schule gehen und die Projekte auch auf ihre altersgerechte Darstellung hin prüfen können. Anfang Februar werden dann die Ergebnisse veröffentlicht und die Gewinnerklassen erhalten ihre Preise.
Im Anschluss beginnen bereits die internen Vorbereitungen für die nächste Runde des Wettbewerbs. Dies muss schon so früh stattfinden, da der Wettbewerb sich insbesondere dadurch auszeichnet, als Einziger dieser Art, einen Probelauf durchzuführen. Hierbei bearbeiten ausgewählte Schulklassen bereits vor Veröffentlichung die Aufgaben und geben den Herausgebern Feedback zu den Aufgabenstellungen. So können die Aufgabenhefte noch einmal überarbeitet werden und möglichst präzise Formulierungen und alters-angemessene Aufgabenstellungen können garantiert werden.

## Ziele des Wettbewerbs
Ein wichtiges Ziel dabei ist, dass die Schülerinnen und Schüler als ganze Klasse oder als Kurs mit Unterstützung einer Lehrkraft im Unterricht aktuelle Themen behandeln, die gerade in unserer Gesellschaft diskutiert werden. Die Projekte sind extra an die Lehrpläne möglichst vieler Klassenstufen angepasst, sodass sie gut mit generellen Unterrichtseinheiten verknüpft werden können. Zum anderen sollen die Kinder und Jugendlichen selbst aktiv werden und sich auf vielfältige Weise informieren, die zusammengetragenen Erkenntnisse bewerten und filtern. Schließlich ist das ganze Wissen so in einer Präsentation aufzubereiten, dass es für andere interessant und verständlich wird. Jedem Thema sind dabei bestimmte Präsentationsformen zugeordnet, bei den Aufgaben für die Jüngeren zum Beispiel Wandkalender, Quartette bzw. Brettspiele, Wandzeitungen oder Bildergeschichten, bei den Älteren u. a. Multimediapräsentationen, Internetseiten, bebilderte Dokumentationen oder Zeitungsseiten.
Diese Projekte sollen das eigenverantwortlichen Arbeiten der Schülerinnen und Schüler sowie die Klassengemeinschaft stärken und ein Interesse für politische Themen wecken. Dabei spielt insbesondere die Entwicklung einer eigenen begründeten Meinung eine wichtige Rolle. Durch die praktische Ausrichtung des Wettbewerbs wird Projektunterricht gefördert und die Schülerinnen und Schüler haben die Chance, eigenständig zu recherchieren und beispielsweise Expertengespräche vorzubereiten und durchzuführen.

## Preise
Beim Schülerwettbewerb zur politischen Bildung sind 350 Preise zu gewinnen, darunter elf einwöchige Klassenfahrten ins In- und Ausland sowie zahlreiche Geldprämien bis zu 2.000 Euro. Als besonderes Highlight werden die Klassen, die einen Hauptgewinn erzielen können, von einem Besuch des Teams des Schülerwettbewerbs überrascht und bekommen ihre Preise ganz persönlich überreicht.
Die restlichen 340 Klassen, die sich erfolgreich einen Preis sichern können, bekommen ihre Geldprämie und eine Urkunde, alle anderen eine Teilnahmebescheinigung. Unabhängig vom Gewinn eines Preises erhalten alle Teilnehmenden eine Anerkennung – im Wettbewerbsjahr 2018 war es ein Stoffrucksack im Design des Schülerwettbewerbes.